# Francesca Guardigli
Francesca Guardigli (* 10. April 1973 in San Marino) ist eine ehemalige san-marinesische Tennisspielerin.

## Karriere
Guardigli zählt zu den erfolgreichsten Tennisspielerinnen in der Sportgeschichte der Republik San Marino. 
Beim Fed Cup bestritt sie bei der einzigen Teilnahme San Marinos in der Saison 1997 insgesamt fünf Begegnungen. Sie gewann vier ihrer fünf Einzelpartien sowie eine ihrer fünf Doppelpartien. Zwischen 1991 und 2003 gewann sie bei den Mittelmeerspielen und den Spielen der kleinen Staaten von Europa insgesamt drei Gold-, eine Silber- und vier Bronzemedaillen. Auf dem ITF Women’s Circuit gewann sie fünf Titel im Doppel. Sie erreichte am 5. Mai 1997 mit Platz 234 ihre höchste Weltranglistenplatzierung im Doppel. Im Einzel erreichte sie Rang 448 am 4. August 1997.
Als Sportdozentin war sie im Auftrag der Federazione Sammarinese Tennis an der San Marino Tennis Academy tätig und widmet sich dort speziell dem Nachwuchs.